# Sion, Gers
Sion là một xã thuộc tỉnh Gers trong vùng Occitanie miền nam nước Pháp.